# L'Alvarium
L'Alvarium est une organisation d'extrême droite, identitaire puis nationaliste-révolutionnaire, française  active à Angers depuis 2017.
Fondée par Jean-Eudes Gannat, elle se fait connaître en occupant un immeuble en 2018 et par plusieurs faits divers de violences et d'agressions racistes. Accusée d'incitation à la haine raciale et d'implication dans des faits de violences, elle est dissoute en application de la loi du 10 janvier 1936 par le gouvernement en 2021 mais poursuit ses activités.

## Histoire

### Fondation
L'Alvarium est fondé en 2017 par Jean-Eudes Gannat, ancien membre du Front national pour lequel il a été par deux fois candidat en 2014 et 2015. Il est le fils de Pascal Gannat, ex-conseiller régional et ancien directeur de cabinet de Jean-Marie Le Pen. Ancien proche du GUD et membre de l'ONG d'extrême droite SOS Chrétiens d'Orient, Jean-Eudes Gannat fut le responsable Nord-Ouest de la société Riwal de Frédéric Chatillon. En 2020, il affirme avoir conservé « de bonnes relations avec certains [des] militants ou cadres » du Front national, mais reproche au parti son « conformisme ». Après la fondation de L'Alvarium, il est candidat sans étiquette à l'élection législative partielle de 2020 dans la troisième circonscription de Maine-et-Loire et aux élections départementales de 2021 à Segré. 
Selon Marion Jacquet-Vaillant, docteure en sciences politiques spécialisée dans la mouvance identitaire, L'Alvarium est créé à la suite de l'abandon par Génération identitaire de sa section angevine, empêtrée dans des procès à répétition. Les anciens militants angevins créent alors leur propre organisation puis se rapprochent du Bastion social et de son nationalisme révolutionnaire ainsi que du groupe national-catholique Academia Christiana (lui aussi fondé par d'anciens membres de GI). 
L'organisation est déclarée en février 2017 sous le nom « Nouveaux sarments Anjou populaire »,. Le nom « L'Alvarium » est d'abord attribué à un café associatif, ouvert en janvier 2018 avenue Pasteur. Son ouverture provoque plusieurs manifestations antifascistes, des rixes et il est plusieurs fois pris pour cible. Après avoir causé d'importantes nuisances aux riverains, il ferme dès le mois de décembre de la même année, sous la pression des pouvoirs publics et des associations antifascistes locales, mais L'Alvarium ouvre un nouveau local peu après au 31, rue du Cornet.
En 2021, L'Alvarium revendique « plus de 130 adhérents », alors que la mairie n'en compte qu'une « trentaine ».
Jean-Eudes Gannat a été condamné en décembre 2023 à 2500 € d’amende par le tribunal correctionnel de Rennes pour « injure publique en raison de l’origine, l’ethnie, la nation, la race ou la religion » et « diffamation envers particulier » après une critique de la Une du journal Ouest-France évoquant la fermeture de l'Alvarium. Le tribunal a retenu que les propos de l'ancien fondateur ciblaient explicitement les origines guadeloupéennes du journaliste,.

### Actions
L'organisation se présente comme « un centre communautaire d'actions sociales et culturelles en Anjou ». Elle revendique des actions de maraudes à destination des SDF qui sont d'origine française. 
En 2020, L'Alvarium revendique l'occupation d'un immeuble vacant depuis 2018 pour y loger des personnes sans domicile fixe, reprenant un mode opératoire déjà effectué par le Bastion social en 2017,. Le passage d'un huissier en septembre 2020 révèle l'occupation et L'Alvarium revendique l'acte en déployant des banderoles « La France aux Français » et « Logement : appliquons la préférence nationale »,. L'action bénéficie du soutien de représentants d'autres organisations d'extrême droite locales : Lyon populaire, Auctorum, Des tours et des lys, Adelphos et Hélix. Le squat est finalement fermé à la fin du mois.
À Angers, le groupuscule est connu pour des faits divers de violences et d'agressions racistes qui lui ont valu plusieurs condamnations en justice,,. Ainsi, en 2019, François-Aubert Gannat, frère du fondateur, est condamné pour des violences sur un policier et provocation à la haine raciale,. Il est de nouveau condamné, avec deux autres membres de l'Alvarium, pour avoir roué de coups cinq militants qui avaient collé un sticker sur leur local en 2021,. La même année, d'autres militants sont condamnés pour violences en réunion et vol de drapeaux.

### Dissolution
Sept mois après avoir acté la dissolution de l'organisation d’extrême droite Génération identitaire, le conseil des ministres du gouvernement Jean Castex, sur proposition du ministre de l'Intérieur Gérald Darmanin, dissout le « groupement de fait » L'Alvarium le 17 novembre 2021,. Selon le décret de dissolution, il est reproché à l'organisation une implication « dans des faits de violences » et de propager « un discours et des idées assimilant l'immigration et l'islam à des menaces que les Français doivent combattre », « un discours de haine assumée » et « incitant à la discrimination ou à la violence envers des personnes en raison de leur origine ou de leur religion ». Cette dissolution est soutenue dans son action par le maire d'Angers, Christophe Béchu.
L'Alvarium reçoit le soutien de militants royalistes de l'Action française, d'ancien membres de Génération identitaire, des Nationalistes d'Yvan Benedetti, ainsi que de l'ancien président du Front national de la jeunesse Julien Rochedy.
En novembre 2023, la dissolution est confirmée par le Conseil d'État.

### Après la dissolution
Malgré sa dissolution, L'Alvarium poursuit ses activités en 2022, notamment par une conférence de Thaïs d'Escufon (ex-porte-parole de GI) au local rue Cornet le 28 avril ou par des rixes lors du 1er-Mai,, et par un hommage à Jeanne d'Arc le 6 février. La conférence, comme l'hommage, sont officiellement organisés par le Rassemblement des étudiants de droite (RED), organisation étudiante qui n'était avant la dissolution de L'Alvarium qu'essentiellement active par des actions coup de poing et dont l'activité s'est intensifiée. 
Le RED d'Angers, qui reprend le nom d'une ancienne organisation étudiante fondée par le Groupe union défense inactive depuis les années 2010, est réactivée deux mois après le décret de dissolution de L'Alvarium et reprend les activités du groupe ainsi que son local,. Le parquet d'Angers lance alors à son encontre une enquête pour reconstitution de ligue dissoute, qui ne semble pas ralentir l'activisme de l'organisation,.
En octobre 2023, tandis que L'Alvarium y continuait ses activités, le propriétaire du local de l'organisation décide de le mettre en vente.

## Idéologie et relations avec d'autres groupes
Organisation identitaire, L'Alvarium se réclame d'un nationalisme catholique. Jean-Yves Camus, politologue spécialiste de l'extrême droite, le décrit comme étant « à la confluence des doctrines nationalistes et du catholicisme social », tout comme StreetPress et Libération qui le qualifient également comme étant d'obédience « national-catholique »,. StreetPress décrit L'Alvarium comme national-révolutionnaire et Libération comme néofasciste. 
L'Alvarium est proche du Bastion social, une organisation néo-fasciste héritière du GUD issue de la même mouvance. Après la dissolution du Bastion social en 2019, les militants angevins poursuivent leurs relations avec des groupes locaux qui en sont issus, comme Audace Lyon et Vent d'Est. Ils participent notamment à l'appel de la manifestation annuelle en l'hommage de Sébastien Deyzieu, organisée par le Bastion social. Jean-Eudes Gannat revendique le « soutien » ou la « sympathie » de Génération identitaire (avec qui une table ronde a été organisée en 2020) et de membres de l'Action française ou du Rassemblement national. Avant sa dissolution, L'Alvarium est également approché par un proche de Philippe Milliau (président de TV Libertés) dans le cadre de la campagne d'Éric Zemmour à l'élection présidentielle de 2022, sans que cela n'aboutisse.
Étudiant à Angers, Paul Pichon, meneur du groupe d'extrême droite radicale versaillais Auctorum, admirateur du collaborateur et Waffen-SS belge Léon Degrelle, par ailleurs fils de Frédéric Pichon et petit-fils d'Olivier Pichon, est également proche de L'Alvarium ; il est condamné en 2024 pour la dégradation d'une librairie associative d'extrême gauche angevine.